# Ащыбулак (Жетысуская область)
Ащыбулак (каз. Ащыбұлақ) — село в Аксуском районе Жетысуской области Казахстана. Входит в состав Суыксайского сельского округа. Код КАТО — 193277300.

## Население
В 1999 году население села составляло 627 человек (341 мужчина и 286 женщин). По данным переписи 2009 года, в селе проживало 600 человек (324 мужчины и 276 женщин).